# Emmetsburg (Iowa)
Emmetsburg település az Amerikai Egyesült Államok Iowa államában, Palo Alto megyében, melynek megyeszékhelye is. Lakosainak száma 3706 fő (2020. április 1.).

## Népesség
A település népességének változása:

| 2010 | 3 904 |
| 2020 | 3 706 |